# Balkansprachbund
Der Balkansprachbund ist ein Sprachbund in Südosteuropa, also eine Gruppe genetisch nicht näher verwandter Sprachen, die dennoch eine Reihe auffälliger struktureller Gemeinsamkeiten aufweisen.
Zum „Balkansprachbund“ werden Albanisch (das einen eigenen Zweig in den indogermanischen Sprachen darstellt) sowie die südslawischen Sprachen Mazedonisch, Bulgarisch und der torlakische Dialekt des Serbischen gezählt, teilweise auch das Neugriechische und das Rumänische, gegebenenfalls je nach Klassifikation auch das Balkanromanische allgemein.

## Hintergrund
Die zu diesem Sprachbund gerechneten Sprachen gehören zur indogermanischen Sprachfamilie, stammen aber aus unterschiedlichen Zweigen. Dennoch teilen sie einige Besonderheiten miteinander, die sich erst relativ spät herausgebildet haben und in früheren Sprachstufen wie dem Altgriechischen, dem Latein und dem Altkirchenslawischen noch nicht vorhanden waren.
Am wichtigsten sind folgende Merkmale:
- der nachgestellte bestimmte Artikel, z. B. „Wolf“ → „der Wolf“: im Rumänischen lup → lupul, albanisch ujk → ujku und bulgarisch вълк → вълкът
- der formale Zusammenfall von Genitiv und Dativ
- das Fehlen des ererbten Infinitivs
- das teilweise Ersetzen des Infinitivs nach modalen Hilfsverben durch den Konjunktiv
- das Futur, das mit dem Verb für „wollen“ umschrieben wird
- der Schwa-Laut (Rumänisch: ă, Albanisch: ë, Bulgarisch ъ)[1]

Die Bildungsweise der Zahlwörter 11 bis 19 nach dem Muster „eins auf zehn“, „zwei auf zehn“ ist von den slawischen Sprachen übernommen worden, z. B. alban. njëmbëdhjetë, dymbëdhjetë usw. und rumän. unsprezece, doisprezece usw.
Darüber hinaus gibt es zahlreiche Gemeinsamkeiten in der Idiomatik, die vor allem auf griechische und türkische Ausdrücke zurückgehen. Das Griechische als Kirchensprache und Kultursprache im Byzantinischen Reich sowie das nicht-indogermanische Türkische als Sprache im Osmanischen Reich sind Einflüsse, die zur Herausbildung dieses Sprachbundes beigetragen haben. Neben dieser Superstrat-Einwirkung werden zur Erklärung der betreffenden sprachlichen Gemeinsamkeiten die gegenseitige sprachliche Beeinflussung durch verbreitete Zwei- und Mehrsprachigkeit in einem ähnlichen kulturellen Milieu herangezogen.
Nicht alle Gemeinsamkeiten des Balkansprachbunds sind in allen zugehörigen Sprachen gleichermaßen ausgeprägt. Albanisch, Rumänisch und Mazedonisch teilen besonders viele Merkmale.